# Beauvoir-en-Lyons
Beauvoir-en-Lyons település Franciaországban, Seine-Maritime megyében. Lakosainak száma 630 fő (2022. január 1.). Beauvoir-en-Lyons Avesnes-en-Bray, Bézancourt, Bosc-Hyons, Brémontier-Merval, Elbeuf-en-Bray, La Feuillie, Fry és Hodeng-Hodenger községekkel határos.

## Népesség
A település népességének változása:
| Lakosok száma | 629  | 637  | 641  | 617  | 607  | 604  | 596  | 598  | 630  |
|               | 2013 | 2015 | 2016 | 2017 | 2018 | 2019 | 2020 | 2021 | 2022 |